# Патріот (Вінниця)
«Патріот» — хокейний клуб з міста Вінниці.

## Історія
Команду засновано у Вінниці під назвою «Патріот». У сезоні 2005/06 років клуб виграв Західноукраїнську аматорську хокейну лігу.
У сезоні 2008/09 років вінницькі хокеїсти виступали в Західному дивізіоні чемпіонату України, де фінішували на 3-у місці. «Патріот» здобув 3 перемоги та зазнав 11-х поразок, відзначився 79-а шайбами, а пропустив — 139.
Навесні 2013 року вінницький клуб висловив бажання повернутися до ПХЛ. На початку червня того ж року до команди прибули потенційні новачки: нападники Андрій Міхнов та Артем Бондарєв, а також воротар Вадим Селіверстов. Також потенційними новачками клубу могли стати нападники Віталій Гаврилюк та Олександр Караульщук. Проте в чемпіонаті України вінничани так і не зіграли. Наприкінці липня 2013 року дорослу хокейну команду розформували.

## Досягнення
- ЗУАХЛ
  -  Чемпіон (1): 2005/06

- Західний дивізіон чемпіонату України
  -  Бронзовий призер (1): 2008/09